# Ramón Cabrera Argüelles
Ramón Cabrera Argüelles (Batangas, 12 novembre 1944) è un vescovo cattolico filippino arcivescovo di Lipa dal 2004 al 2017.
Argüelles è salito per la prima volta agli onori delle cronache per aver esortato i filippini a boicottare il concerto di Madonna e per aver chiesto di pregare per il presidente Ferdinando Marcos dopo che la sua sepoltura nel Cimitero degli Eroi era stata autorizzata dalla Corte Suprema. Il 21 aprile 2017, Argüelles ha rassegnato le dimissioni dalla carica di arcivescovo di Lipa, insediando come suo successore Gilbert Garcera, vescovo di Daet. Il religioso è anche noto per la sua opposizione a questioni nazionali come il divorzio, la pena di morte e la Legge sulla salute riproduttiva.

## Biografia
Arguelles ha frequentato la Batangas South Elementary School dal 1º al 4º anno (1951-1955) e il St. Bridget's College dal 5º al 2º anno di liceo (1955-1959). Ha terminato il secondo e il quinto anno di scuola superiore presso il seminario minore di Nostra Signora di Guadalupe a Makati (1959-1963). Ha studiato filosofia (1963-1966) e teologia (1966-1970) presso il Seminario San Carlos di Makati. Durante l'infanzia era stato chierichetto.
Arguelles ha conseguito il baccellierato in Sacra Teologia e la licenza in Sacra Teologia presso la Pontificia Università "San Tommaso d'Aquino" di Roma (1972-1976), dove ha studiato anche sociologia (1974-1976). Ha studiato francese all'Universite d'Ete di Parigi (1973) e tedesco al Goethe-Institut di Passavia, in Germania (estate 1976). Ha proseguito la sua formazione al Teresa de Avila al Centre Spirituel, in Francia (1981-1982); come terziario all'Istituto del Rinnovamento di Nemi, vicino a Roma (luglio-dicembre 1988) e spiritualità apostolica a St. Bueno, nel Galles del Nord (febbraio-maggio 1989).
Ramón Cabrera Argüelles è stato ordinato sacerdote il 21 dicembre 1969. Il ministero sacerdotale di Arguelles è iniziato quando ha prestato servizio come viceparroco a San Jose de Navotas a Navotas (1970-1972). Ha servito anche nelle seguenti parrocchie in Germania: Hoxter 1 Luchtringen (1973-1974); Clemenskirche, Hannover (1975); Grosskollnbach/Isar (1976). È stato poi rettore del Seminario San Carlos dal 1982 al 1986.
Arguelles è stato anche prefetto e parroco ad interim del Seminario minore di Guadalupe (1977-1978). Per tre anni è stato sacerdote incaricato del Seminario Fil-Mission (afferente alla società missionaria delle Filippine) di Tagaytay (1978-1981), dove è stato anche professore di Introduzione alla Sacra Scrittura. È stato rettore del Seminario San Carlos di Makati (1982-1986) e professore di spiritualità all'Istituto estivo (1983-1985). È stato parroco e cappellano dell'Università delle Filippine Diliman a Quezon City (1986-1988) e poi è diventato parroco di Nostra Signora del Monte Carmelo a Quezon City.
Il 26 novembre 1993 Papa Giovanni Paolo II lo ha nominato vescovo titolare di Roscrea e vescovo ausiliare di Manila. Il 17 gennaio 1994 il Papa lo ha consacrato personalmente come vescovo durante la sua visita nelle Filippine; co-consacranti sono stati gli arcivescovi curiali Giovanni Battista Re, sostituto della Segreteria di Stato, e Josip Uhač, segretario della Congregazione per l'evangelizzazione dei popoli.
Il 25 agosto 1995 è stato nominato vescovo dell'Ordinariato militare nelle Filippine. Il 14 maggio 2004 è stato nominato arcivescovo di Lipa e insediato il 16 luglio dello stesso anno, succedendo a Gaudencio Rosales.
Dal 1995, Arguelles è presidente della Commissione episcopale per i migranti e i popoli itineranti (ECMI) della Conferenza episcopale delle Filippine. Dal 1988 è direttore spirituale del Comitato nazionale di servizio del Movimento carismatico.
Cabrera Argüelles è considerato un cattolico tradizionalista. Rilevando illegalmente un istituto di vita consacrata di diritto diocesano fondato nel 2013, aveva ospitato i seguaci di Stefano Manelli, fuggito dai monasteri francescani italiani dei Frati francescani dell'Immacolata e deposto dal Vaticano a causa di abusi e scandali.
Nell'aprile 2016, il Papa ha revocato a tali istituti la possibilità di operare senza l'autorizzazione del Vaticano. Pochi mesi prima della sua deposizione, Argüelles aveva chiesto che i membri della comunità disciolta, tra cui alcuni religiosi dell'Ordine francescano fondato da Manelli che non erano stati legalmente espulsi dal loro istituto di origine, potessero essere ordinati sacerdoti. La richiesta ha portato a un intervento del cardinale Segretario di Stato Pietro Parolin, che si è concluso con le dimissioni premature dell'arcivescovo dall'incarico.
Papa Francesco ha accettato le sue dimissioni anticipate il 2 febbraio 2017 e ha nominato come suo successore l'ex vescovo di Daet, Gilbert A. Garcera.

## Prese di posizione
Dopoché il presidente filippino Rodrigo Duterte aveva annunciato, durante la campagna elettorale presidenziale, la sua intenzione di reintrodurre la pena di morte e di applicarla in modo rigoroso, nel maggio 2016 ha suscitato scalpore la dichiarazione di Ramón Cabrera Argüelles che si sarebbe offerto volontario per essere giustiziato al posto dei criminali condannati a morte, se necessario.